# Nowoselyzja
Nowoselyzja (ukrainisch Новоселиця; russisch Новоселица Nowoseliza, deutsch Nowosielitza oder selten Unterstrojestie, rumänisch Noua Suliță oder Suliță; polnisch Nowosielica) ist eine ehemalige Rajonshauptstadt in der ukrainischen Oblast Tscherniwzi mit 7600 Einwohnern (2016). Sie liegt am linken Ufer des Pruths, etwa 26 km östlich von Czernowitz auf dem Gebiet des nördlichen Bessarabiens und der östlichen Bukowina.

## Geschichte
Die Stadt wurde 1456 zum ersten Mal schriftlich erwähnt, in welcher Zeit sie ein Teil des Hotiner Landes in der historischen Region Bessarabien des Fürstentums Moldau war und Nouăsuliţa de Sus genannt wurde. Sie gehörte dann bis 1812 zum Fürstentum Moldau.

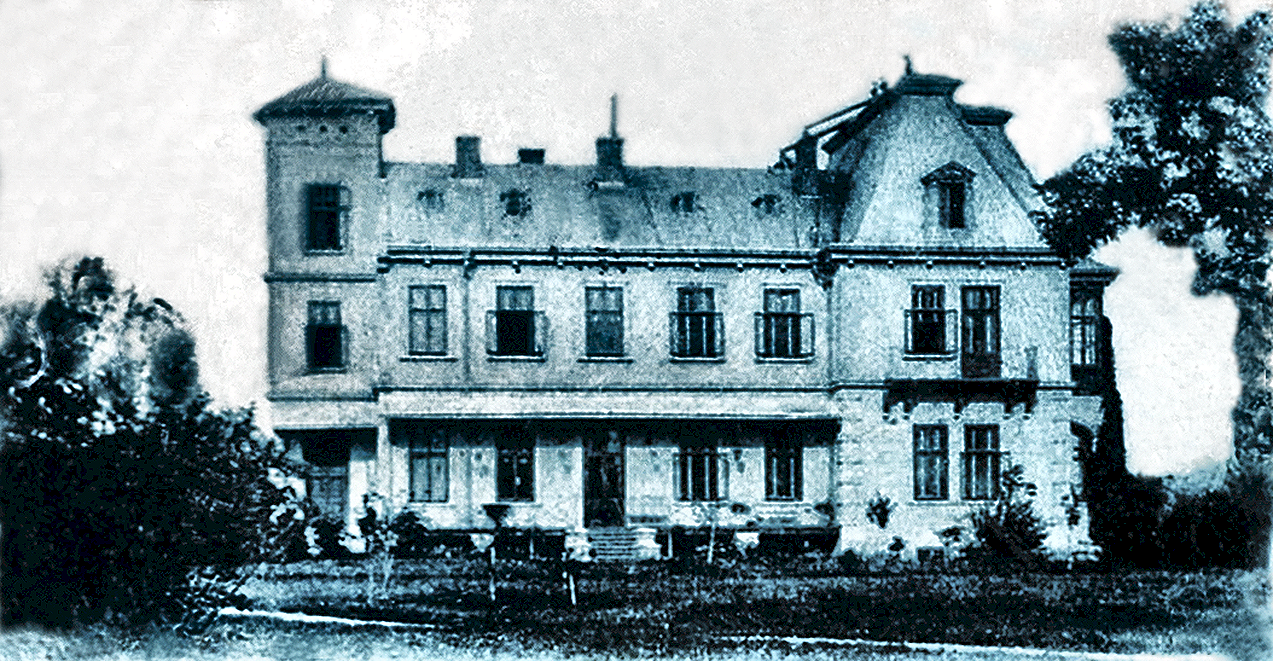
Villa der Ritter von Zotta in Novosielitza um 1900

Nach Beendigung des Russisch-Türkischen Krieges von 1806 bis 1812 wurde im Frieden von Bukarest vom 28. Mai 1812 die Abtretung der Gebiete des Fürstentums östlich des Pruth an das Russische Reich vereinbart. Der westlich des Flusses gelegene Teil war schon 1775 durch Österreich in das neue Kronland Bukowina einverleibt worden (oft auch Österreichisch-Nowosielitza im Gegensatz zu Russisch-Nowosielitza genannt). Zwischen den beiden Ortsteilen befand sich im Pruth bis 1918 das Dreiländereck zwischen Österreich, Russland und Rumänien.
Am 12. Juli 1884 wurde die Strecke Czernowitz–Nowosielitza der Bukowinaer Lokalbahnen eröffnet und erhielt 1893 durch den Bau eines neuen Bahnhofes mit Anlagen für Normalspur und russische Breitspur Anschluss an das Eisenbahnnetz der Russischen Südbahnen.
Durch den Anschluss der Bukowina und Bessarabiens an Rumänien nach dem Ersten Weltkriege kam die Stadt 1919 als ganzes zu Rumänien (im Kreis Hotin), wurde aber im Zuge der sowjetischen Annexion Bessarabiens und der Nordbukowina am 2. August 1940 ein Teil der Sowjetunion (dazwischen 1941–1944 wiederum zu Rumänien).
Seit 1991 ist die Stadt ein Teil der unabhängigen Ukraine und ein Bezirksverwaltungszentrum. Laut der Volkszählung von 1989, betrug die Zahl der rumänischstämmigen Einwohner 3318, was 40,54 % der Bevölkerung entsprach.
In der Stadtmitte befindet sich das Gebäude der ehemaligen Synagoge, die besonders schöne Gemälde an der Decke und den Wänden hat. Sie ist in einem schlechten baulichen Zustand und das Innere ist nicht frei zugänglich.

## Verwaltungsgliederung
Am 1. September 2017 wurde die Stadt zum Zentrum der neu gegründeten Stadtgemeinde Nowoselyzja (Новоселицька міська громада/Nowoselyzka miska hromada). Zu dieser zählten auch die 7 Dörfer Marschynzi, Rewkiwzi, Rokytne, Rynhatsch, Schyschkiwzi, Sloboda und Strojinzi; bis dahin bildete sie die Stadtratsgemeinde Nowoselyzja (Новоселицька міська рада/Nowoselyzka miska rada) im Rajon Nowoselyzja.
Am 9. Oktober 2018 kamen die 2 Dörfer Kotelewe und Selenyj Haj zur Stadtgemeinde hinzu.
Am 12. Juni 2020 kamen noch die 4 Dörfer Berestja, Dowschok, Dyniwzi und Malyniwka zur Stadtgemeinde, seit dem 17. Juli 2020 ist der Ort ein Teil des Rajons Tscherniwzi.
Folgende Orte sind neben dem Hauptort Nowoselyzja Teil der Gemeinde:
| Name                     | Name        | Name                     | Name                                 | Name                     |
| ukrainisch transkribiert | ukrainisch  | russisch                 | rumänisch                            | deutsch                  |
| ------------------------ | ----------- | ------------------------ | ------------------------------------ | ------------------------ |
| Berestja                 | Берестя     | Берестя                  | Berestea                             | –                        |
| Dowschok                 | Довжок      | Должок (Dolschok)        | Doljoc                               | –                        |
| Dyniwzi                  | Динівці     | Диновцы (Dinowzy)        | Dinăuți                              | –                        |
| Kotelewe                 | Котелеве    | Котелево                 | Coteleu                              | –                        |
| Marschynzi               | Маршинці    | Маршинцы (Marschinzy)    | Marșenița                            | –                        |
| Malyniwka                | Малинівка   | Малиновка (Malinowka)    | Mălinești                            | –                        |
| Rewkiwzi                 | Ревківці    | Ревковцы (Rewkowzy)      | Revcăuți                             | –                        |
| Rokytne                  | Рокитне     | Ракитно (Rakitno)        | Răchitna                             | –                        |
| Rynhatsch                | Рингач      | Рынгач (Ryngatsch)       | Rângaci                              | –                        |
| Schyschkiwzi             | Шишківці    | Шишковцы (Schischkowzy)  | Șișcăuți                             | –                        |
| Selenyj Haj              | Зелений Гай | Зеленый Гай (Seleny Gaj) | Leușenii Teutului, Gogolina          | Gogulina, Oberstrojestie |
| Sloboda                  | Слобода     | Слобода                  | Slobozia Rarancei, Slobozia-Rarancea | Rarancze-Slobozia        |
| Strojinzi                | Строїнці    | Строинцы (Stroinzy)      | Stroești, Stroiești                  | –                        |